# Гуменник, Яков Яковлевич
Яков Яковлевич Гуменник (1920—1998) — советский механик, конструктор угледобывающих комбайнов. Лауреат Ленинской премии.

## Биография
Родился в Новокузнецке в семье сосланных в Сибирь немцев. После окончания школы работал на шахте.
С 1944 года — на шахте «Байдаевская»: машинист компрессора, шофёр, слесарь по ремонту машин, мастер механического цеха, механик, заведующий ремонтной мастерской.
Конструктор-самоучка (не имел технического образования). В 1954 году сконструировал опытный образец комбайна для добычи угля в шахтах, который назвал ПКГ-1 (Проходческий комбайн Гуменника).
После испытаний, которые показали хорошие результаты, Гипроуглемаш с участием Гуменника спроектировал усовершенствованные модели комбайна — ПКГ-2, затем ПКГ-3, ПКГ-4. На ПКГ-3 и ПКГ-4 (для работы в Гидрошахтах) были установлены мировые рекорды по добыче угля. 2 февраля 1958 года комбайн на шахте «Байдаевские уклоны» сделал мировой рекорд проходки 1438 метров (суточный максимум 118 метров), 30 декабря 1964 года комбайн проекта Гуменника прошел 2093 метра горной выработки.
В последующем работал в Москве в проектных и конструкторских институтах.
Прототип главного героя художественного фильма «Человек с будущим» производства «Ленфильм».

## Признание
- Орден Ленина (1957).[1]
- Ленинская премия (1958).